# Beruth Corona
La Beruth Corona è una struttura geologica della superficie di Venere.